# Rio Boca do Mato
O rio Boca do Mato é um rio brasileiro que banha o estado de Maranhão.